# Saint-Cyr-de-Favières
Saint-Cyr-de-Favières este o comună în departamentul Loire din sud-estul Franței. În 2009 avea o populație de 800 de locuitori.

## Evoluția populației
| An        | 1975 | 1982 | 1990 | 1999 | 2006 | 2009 |
| --------- | ---- | ---- | ---- | ---- | ---- | ---- |
| Populație | 547  | 696  | 710  | 773  | 802  | 800  |